# Robert Hills
Robert Hills (26 juin 1769 - 14 mai 1844) est un peintre et graveur britannique.

## Biographie
Hills est né à Islington. Il étudie d'abord avec John Alexander Gresse, puis s'inscrit à la Royal Academy of Arts en 1788. Il peint principalement des scènes rurales, en particulier des animaux de la ferme. Un certain nombre de ses rendus se trouvent maintenant au British Museum.
Hills est connu pour dessiner des animaux dans les œuvres d'autres artistes, tels que George Barret, Jr. et George Fennell Robson. Il publie Sketches in Flanders and Holland (1816), avec ses propres aquatintes.

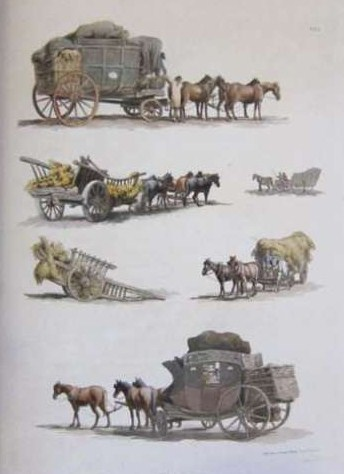
Assiette de Sketches in Flanders and Holland (1816) de Robert Hills